# IEC 62351
IEC 62351 è uno standard sviluppato dal WG15 facente parte della TC57 dell'organo internazionale IEC. Questo standard è stato sviluppato per gestire la sicurezza nella serie di protocolli della commissione tecnica 57, tra i quali le serie IEC 60870-5, IEC 60870-6 series, IEC 61850, IEC 61970 e IEC 61968. Tra i diversi obiettivi di sicurezza che lo standard persegue ci sono: l'autenticazione del processo di trasferimento di dati tramite firma digitale, La garanzia di accessi esclusivamente dopo autenticazione, la prevenzione dell'eavesdropping (ossia intercettazioni della comunicazione non autorizzate) e quindi la garanzia della confidenzialità, la prevenzione da attacchi di playback (attacchi portati con la ripetizione di pacchetti legittimi catturati in precedenza) e attacchi di spoofing (ovvero sostituirsi a una controparte della comunicazione), infine al rilevamento delle intrusioni.

## Le parti costitutive dello standard
- IEC 62351-1 — Introduction to the standard
- IEC 62351-2 — Glossary of terms
- IEC 62351-3 — Security for any profiles including TCP/IP.
  - TLS Encryption
  - Node Authentication
  - Message Authentication
- IEC 62351-4 — Security for any profiles including MMS (e.g., ICCP-based IEC 60870-6, IEC 61850, etc.).
  - Authentication for MMS
  - TLS (RFC 2246)is inserted between RFC 1006 & RFC 793 to provide transport layer security
- IEC 62351-5 — Security for any profiles including IEC 60870-5 (e.g., DNP3 derivative)
  - TLS for TCP/IP profiles and encryption for serial profiles.
- IEC 62351-6 — Security for IEC 61850 profiles.
  - VLAN use is made as mandatory for GOOSE
  - RFC 2030 to be used for SNTP
- IEC 62351-7 — Security through network and system management.
  - Defines Management Information Base (MIBs) that are specific for the power industry, to handle network and system management through SNMP based methods.
- IEC 62351-8 — Role-based access control.
  - Covers the access control of users and automated agents to data objects in power systems by means of role-based access control (RBAC).
- IEC 62351-9 — Key Management.
- IEC 62351-10 — Security Architecture.
- IEC 62351-11 — Security for XML Files.